# Touarga
Touarga é a "cidadela real" de Rabat, a capital de Marrocos, um município urbano com estatuto especial, que faz parte da prefeitura de Rabat (que corresponde aproximadamente à cidade homónima).
A comuna está encravada na comuna urbana da capital marroquina, perto do centro da cidade. De 1994 a 2004 assistiu a uma diminuição da sua população de cerca de 20%, a qual passou de 8 080 a 6 452 habitantes.
É em Touarga que se situa um dos vários palácios reais marroquinos (Dâr-al-Makhzen), a mesquita Ahl Fas, o méchouar Essaïd, Dar Eddiafa, o departamento do primeiro-ministro, o ministério dos Habous (instituições de direito islâmico) e assuntos islâmicos, bem como um centro de formação heoteleira e turística.